# Urtica granulosa
Urtica granulosa är en nässelväxtart som beskrevs av Sidney Fay Blake. Urtica granulosa ingår i släktet nässlor, och familjen nässelväxter. Inga underarter finns listade i Catalogue of Life.